# Propietats significatives
Les propietats significatives (significant properties en anglès, o essential elements segons la terminologia utilitzada en les directrius de la UNESCO) són el conjunt d'elements, característiques, que configuren un recurs o objecte digital i que són considerats essencials per a la seva correcta preservació, a fi efecte d'assegurar-ne l'accessibilitat, la usabilitat i la comprensió permanents, per un accés futur.

## Definició
Una de les principals preocupacions pel que fa a la preservació de la informació com a valor patrimonial i cultural de la humanitat, recau en aquella que tenim recollida en els recursos i documents digitals.
Ja en la resolució 2002/C162/02 del Consell de la Unió Europea sobre ‘Conservar la memòria del demà – conservar els continguts digitals per les generacions futures' podem veure l'augment d'interès sobre el valor del patrimoni digital i la necessitat de col·laborar en matèria de la seva conservació a llarg termini. Poc després, el 2003, i en aquesta mateixa direcció, la UNESCO elabora la ‘carta sobre la preservació del patrimoni digital', alertant del perill de la pèrdua irreparable del patrimoni digital i de la necessitat d'emprendre mesures de vigilància i protecció cap aquest material d'origen electrònic. 
Les múltiples i variades amenaces que afecten la informació digital fa que les particulars estratègies de preservació encarin una problemàtica especialment complexa. La dependència cap a uns elements informàtics que acusen una ràpida obsolescència tecnològica, com també una alta volatilitat capaç d'impactar fàcilment en la integritat de l'objecte, i per extensió en la seva autenticitat, fa que es necessiti una pràctica o metodologia exhaustiva per descriure quines de les seves propietats es consideren fonamentals i necessàries per garantir-ne la preservació i el seu accés futur.  
Però abans d'encarar les mesures i estratègies adequades més pròpies del procés estricte de preservació, les organitzacions i institucions al càrrec han de decidir quins dels elements que constitueixen el recurs digital són els més significatius i n'expressen millor la seva identitat. D'aquesta manera, la identificació i la decisió sobre quins dels elements del recurs cal preservar pot provenir de diferents punts de vista, a vegades enfrontats, que cal considerar prèviament a la implementació de qualsevol estratègia de preservació.

## L'objecte digital: estructuració
El concepte d'objecte digital ha estat descrit per diferents organismes i entitats especialitzades, i tot i existir un cert consens en la seva definició, l'ús del terme pot diferir-ne tant en la seva aplicació com en la descripció dels elements que el configuren. Hauríem de distingir doncs, el concepte d'objecte digital més usat en la terminologia vinculada a la preservació, d'aquell que és emprat en l'entorn de les biblioteques i els repositoris digitals.
Una de les descripcions més acurades i pertinents, sempre des del punt de vista de la preservació digital, és la inclosa en el diccionari de metadades de preservació del Grup de Treball PREMIS. Aquest subdivideix l'estructura de l'entitat objecte digital en tres tipus diferents; fitxer, cadena de bits i representació. 
- Fitxer: seqüència de bits, ordenada i amb nom, llegible per un sistema operatiu.

- Cadena de bits: una sèrie de dades d'un fitxer amb propietats comunes pel que fa a la seva preservació.

- Representació: conjunt de fitxers, amb metadades estructurals incloses, necessaris per recuperar-ne la totalitat d'aquest i mantenir-ne el sentit de l'Entitat Intel·lectual.

Les propietats significatives també poden identificar-se segons la forma en què podem trobar representat l'objecte digital, característica que pot ser essencial alhora de decidir quina de les seves representacions ens és més convenient preservar. Podem parlar de tres nivells diferents:
- Conceptual o intel·lectual: allò que l'usuari pot entendre o utilitzar directament. Aquest nivell es relaciona més amb el contingut i el significat intel·lectual del recurs digital.

- Lògic: la codificació en dades interpretables per una certa aplicació o programa informàtic.

- Binari: les dades en la seva forma més bàsica, la cadena de bits.[2]

## Estratègies de preservació
El procés d'escollir una estratègia de preservació pot enfocar-se des de diferents consideracions o perspectives segons l'agent que la va dur a terme. Vist així, un mateix recurs digital pot adoptar diferents mesures o estratègies de preservació segons les necessitats particulars de la institució o entitat que n'és responsable. Per tant, abans d'emprendre o iniciar qualsevol procés de preservació –procés que pot afectar de manera irreversible l'estructura i la qualitat del recurs-, cal preguntar-se i estudiar amb cura un seguit de consideracions que poden marcar la direcció més adequada. 
Al capítol 12 de les Directrius per la preservació del patrimoni digital de la UNESCO, anomenat ‘Decidir quins elements a preservar?', es plantegen un conjunt de preguntes encaminades a ajudar i intervenir en el procés de selecció d'aquests elements essencials. 
Les principals perspectives per afrontar el procés de selecció de les propietats significatives poden provenir d'aquests següents enfocaments:
- La naturalesa del document: com la seva funcionalitat, si disposa d'elements dinàmics o multimèdia o si conté aplicacions interactives integrades o enllaços d'hipertext. Les particularitats del recurs digital poden determinar en gran manera l'estratègia de preservació, en ser les seves pròpies característiques les més adequades per descriure quines propietats inherents del recurs són les més essencials i representatives.

- El contingut i el continent del recurs digital: aquesta decisió, que afecta estructuralment a parts diferents del recurs digital també pot afectar de manera determinant l'estratègia de preservació. És més important l'aparença del recurs, l'anomenat look and feel- l'experiència genuïna que es va establir entre el creador la funcionalitat del recurs i el seu usuari final -, o el seu objecte intel·lectual, com pot ser el contingut del recurs digital? Aquesta decisió pot fer que s'opti per una estratègia de migració o emulació, dues opcions vàlides de preservació que poden resultar en un accés i un producte a preservar diferent.

- Segons l'accés i les necessitats del futur usuari: avaluar les propietats significatives d'un recurs digital també hauria de comptar amb les opinions dels seus usuaris o designed user community, si utilitzem la terminologia aportada per OAIS[8]. Com a col·lectius directament implicats amb el recurs digital aquests podrien col·laborar en la definició de les necessitats i quines de les característiques d'aquests consideren més importants preservar. Ara bé, la problemàtica rau a determinar si les necessitats dels usuaris actuals coincidiran amb les necessitats dels futurs usuaris. Aquesta perspectiva tampoc contempla l'opció que siguin les màquines els futurs usuaris del recurs, fet que podria requerir una aproximació diametralment oposada a les estratègies de preservació que han estat definides pels usuaris humans.

Aquests enfocaments, que representen les diferents accions de decisió a l'hora d'encarar el procés de selecció de les propietats significatives, resulten en diferents estratègies de selecció. Breument serien aquestes:
1. Preservació de la tecnologia: la conservació de la tecnologia del qual depèn el document. És una estratègia que preserva intacte el context tecnològic, preservant tant el hardware com el software. No presenta solucions a llarg termini i és econòmicament inviable.
2. Migració: acció periòdica encarada a solucionar l'obsolescència tecnològica. La migració significa emprendre una actuació continuada sobre el recurs, que assegura la preservació proveint l'accés al recurs a través de la conversió a formats llegibles en els sistemes informàtics de cada moment. Aquí hi podem encabir els canvis de mitjà, la compatibilitat retroactiva, la interoperabilitat i la conversió a formats estàndards.
3. Emulació: en l'emulació l'objectiu principal és preservar la funcionalitat, l'experiència que es tenia originalment amb el recurs. Garanteix l'autenticitat de l'objecte digital a través d'un accés visual o d'una imatge electrònica totalment fidel. Aquesta estratègia, encara que amb menys mesura, també està subjecte als inconvenients de l'obsolescència tecnològica.
4. La no actuació: la no actuació, encara que perillosa, també constitueix una acció o estratègia de preservació en si mateixa. Com hem dit, la preservació d'un recurs digital pot afectar irreversiblement a l'objecte digital. Vist així, no disposar de la d'informació o dels criteris adequats per emprendre el procés de preservació pot resultar en la decisió de no prendre cap acció de preservació fins a tenir la certesa que es podrà fer amb les millors garanties.

Una veu discordant en les estratègies de preservació és Chris Rushide del Digital Curation Centre de la Universitat d'Edimburg, que planteja que no serà possible preservar totes les propietats essencials dels recursos digitals, per diferents raons: la gran quantitat de recursos produïts, la vasta gamma de funcionalitats disponibles i el fet de no poder saber quines seran les necessitats del futur usuari. Preservar la cadena de bits i deixar per més endavant la selecció dels aspectes essencials fins que es necessiti, que es podrà saber la necessitat de l'usuari i la tecnologia disponible.

## Projectes vinculats
Podríem citar molts projectes i iniciatives destinades a la investigació de la preservació de recursos digitals, com per exemple CAMiLEON: Creative Archiving at Michigan & Leeds (1999-2002), o Delos: Digital library working group (2005), un grup de treball d'àmbit europeu que coordina les activitats dels equips que treballen amb temes relacionats amb les biblioteques virtuals. Tot i això, i per centrar en l'estudi específic de les propietats significatives, podríem destacar-ne el projecte PLANETS: Preservation and Long-term Acces through Networked Services (2010), però principalment, pel seu volum i impacte, el projecte InSPECT (2007-2009).

### InSPECT
L'InSPECT, acrònim de Investigating the Significant Properties of Electronic Content Over Time, és un dels projectes d'investigació més prestigiosos. Finançat pel Joint Information Systems Committee (JISC), i inicialment inclòs dins del seu programa de repositoris i conservació, l'InSPECT s'encamina a l'estudi i l'establiment d'una metodologia que defineix els factors que poden ser clau o decisius en l'elecció de les propietats dels objectes digitals. Els objectius principals de InSPECT són la descripció i expansió del concepte de propietats significatives, l'adopció normalitzada de mètodes d'avaluació i mesurament d'objectes digitals, per extreure'n posteriorment una mostra dels formats representatius més rellevants, o també la creació de conjunts de propietats significatives associades a grups específics d'objectes digitals com poden ser les imatges, els correus electrònics, el text i l'àudio digital. 
InSPECT especifica cinc categories per descriure i tipificar les principals propietats dels objectes digitals: contingut, context, aparença, estructura i comportament, basades en les premisses i les recomanacions desenvolupades pel model OAIS. El model OAIS és un model especialment reconegut per posar èmfasi, no només en l'accés i la lectura de l'objecte digital, sinó també en la transformació d'aquest cap a un nou objecte preservable (Archival Information Package), amb metadades incloses i destinades a preservar la seva integritat, l'autenticitat i l'accés complet al recurs.
L'InSPECT conclou que la millor manera d'assegurar i vetllar per la preservació digital és enfocant la problemàtica de manera que es destinin tots els esforços en aconseguir que l'objecte digital sigui utilitzable de manera constant i es mantingui sempre actiu en el temps. Aquest plantejament ofereix una perspectiva interessant en plantejar una estratègia basada en els processos i l'actuació permanent sobre el recurs digital, assumint la inevitabilitat dels canvis i de les transformacions tant tècniques com tecnològiques del seu entorn més immediat. 